# Nowy Żmigród
Nowy Żmigród is een dorp in de Poolse woiwodschap Subkarpaten. De plaats maakt deel uit van de gemeente Nowy Żmigród en telt 1400 inwoners.